# Popovići (Prnjavor)
Popovići (szerbül: Поповићи), település Bosznia-Hercegovinában, a Bosanska Krajina és a Bosanska Posavina közötti átmeneti területen, Prnjavor község területén, a Szerb Köztársaságban. 

## Fekvése
Bosznia-Hercegovina északi részén, Banja Lukától légvonalban 40, közúton 54 km-re keletre, községközpontjától légvonalban 11, közúton 18 km-re délkeletre, a Ljubić-hegység déli lábánál, az Ukrina-folyó északi partján és a tőle északra emelkedő hegyvidéken, a Ljubić-hegység területén, 160-460 méteres tengerszint feletti magasságban fekszik. Itt folyik össze a Mala Ukrina és a Velika Ukrina folyó. 

## Népessége
| Nemzetiségi csoport | Népesség 1991 | Népesség 2013 |
| ------------------- | ------------- | ------------- |
| Szerb               | 929           | 588           |
| Bosnyák             | 0             | 0             |
| Horvát              | 2             | 1             |
| Jugoszláv           | 16            | 0             |
| Egyéb               | 4             | 2             |
| Összesen            | 951           | 591           |

## Története
A régészeti leletek tanúsága szerint a település határa már az őskőkorban is lakott terület volt. Az itt található Krčevina és Selište, a paleolitikumból (őskőkorszakból) származó régészeti lelőhelyek. A leletek szerszámok, elsősorban nagyméretű kovakődarabokból készült szerszámok. A paleolitikum képviselője ezeken a területeken a neandervölgyi ember volt. A Mala és a Velika Ukrina összefolyása közelében, a Ljubić-hegység teraszán, a Požar nevű lelőhelyen újkőkori település maradványait találták, főként kerámia leletekkel.
A popovići plébánia már a 17. században említésre került, de ezen a területen a 14. és 15. században is plébánia működött. Valószínűleg itt állt Glaž település a ferences kolostorával és az 1334-ben már említett Szent Miklós templomával. Az Ukrina bal partján „Divice” nevű romok találhatók, ami annak a jele, hogy itt egykor valószínűleg klarisszák kolostora állt.
1878-ig tartozott az Oszmán Birodalomhoz, ekkor a berlini kongresszus határozata alapján az Osztrák-Magyar Monarchia része lett. 1879-ben az első osztrák-magyar népszámlálás során a Prnjavori járáshoz tartozó településnek 22 háztartása és 279 ortodox lakosa volt. 1910-ben a Prnjavori járáshoz tartozó településen 65 háztartást, 449 ortodox, 3 muszlim és 14 római katolikus lakost találtak. A monarchia szétesésével 1918-ban előbb a Szerb-Horvát-Szlovén Királyság, majd 1929-től a Jugoszláv Királyság része. 1921-ben a községnek 72 háztartása és 481 lakosa volt. Az 1929-es törvény értelmében, amikor Bosznia-Hercegovinát négy banovinára, Drinskára, Vrbaskára, Zetskára és Primorskára osztották, a település a Vrbaska banovina része lett, amelynek székhelye Banja Luka volt Jugoszlávia megszállása után a Független Horvát Állam (NDH) része lett. A második világháború után a település a szocialista Jugoszláviához tartozott. A daytoni békeszerződést követő területfelosztásnál a település Prnjavor község részeként a Szerb Köztársaság területéhez került.

## Nevezetességei
- Krčevnica – őskőkori település maradványai az Ukrina bal partja feletti magaslaton. A lelőhelyen 1964-ben Đ. Basler végzett ásatásokat. A leletek 30 – 60 cm-es mélységben kerültek elő és a kora paleolitikumi aurignaci kultúrához tartoztak.[4]

- Požar – újkőkorszaki település maradványai a Mala és a Velika Ukrina összefolyása közelében, a Ljubić-hegység teraszán. A lelőhelyen eltérő kultúrákhoz tartozó égetett agyagedények és újkőkori kerámiák kerültek elő.[4]

- Selište – őskőkori település maradványai a felszínen talált, kovakőből készített eszközökkel.[4]